# Bitwy morskie pod Narwikiem
Bitwy morskie pod Narwikiem – starcia między flotą niemiecką a aliancką (norweską i brytyjską) podczas niemieckiej inwazji na Norwegię w kwietniu 1940 roku, w czasie II wojny światowej, toczone w porcie w Narwiku i na wodach okolicznych fiordów. Zapoczątkowało je przewiezienie niemieckiego desantu do Narwiku na pokładach 10 niszczycieli grupy komandora Bontego, oraz zatopienie przez nie norweskich okrętów i wysadzenie desantu 9 kwietnia. 10 kwietnia doszło do pierwszej bitwy pod Narwikiem, z brytyjskimi niszczycielami flotylli komandora Warburtona-Lee, w której obie strony poniosły straty. Ostatecznie niemieckie okręty, zablokowane w fiordzie, zostały zniszczone w drugiej bitwie pod Narwikiem 13 kwietnia przez brytyjską flotę z pancernikiem HMS „Warspite”. Dało to aliantom panowanie na wodach wokół Narwiku, ułatwiając zdobycie tego miasta przez wojska lądowe w bitwie o Narwik, co jednak w ogólnym rozrachunku pozostało bez wpływu na losy kampanii norweskiej.

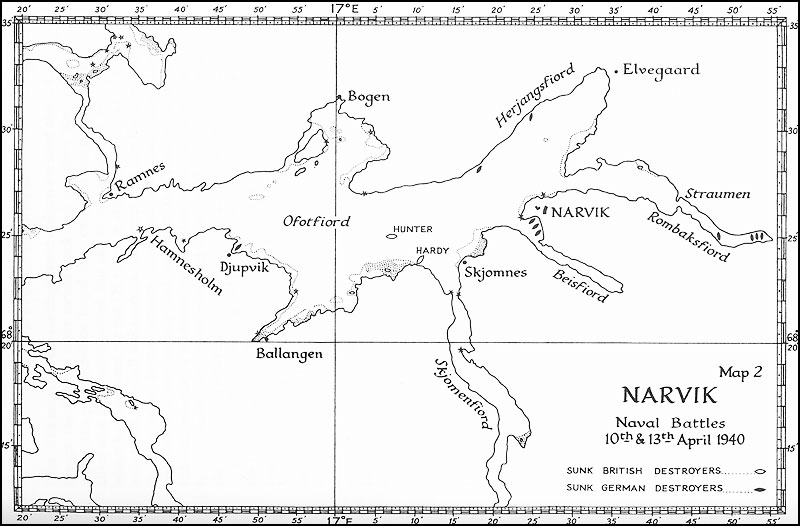
Mapa rejonu Narwiku z zaznaczonymi miejscami zatopienia brytyjskich i niemieckich niszczycieli

## Przygotowania do inwazji
1 marca 1940 Adolf Hitler zdecydował o dokonaniu inwazji na Norwegię, o kryptonimie Weserübung. Do operacji tej skierowano większość okrętów niemieckich, które miały przetransportować na pokładach pierwszą falę desantu morskiego. Siły niemieckie podzielono na sześć grup, mających zająć główne porty Norwegii. Jednym z ważniejszych był port w Narwiku, stanowiący najbardziej dogodną drogę do transportu rudy żelaza importowanej ze szwedzkiego zagłębia w Kirunie w zimie, kiedy nie można korzystać z zamarzającego portu Luleå nad Bałtykiem. Był on najbardziej wysuniętym na północ celem niemieckiego desantu w Norwegii. Z powodu jego największego oddalenia od Niemiec, dla jak najlepszego efektu zaskoczenia zdecydowano przeprowadzić desant na szybkich, a przy tym stosunkowo silnie uzbrojonych jednostkach, jakimi były niszczyciele. Znaczenie miał także fakt, że Narwik leży w głębi fiordu Ofot, w odległości, łącznie z fiordem Vest, ok. 100 mil morskich od pełnego morza.
Do zdobycia Narwiku sformowano I grupę desantową pod dowództwem komodora Friedricha Bonte, zajmującego stanowisko Dowódcy Niszczycieli niemieckiej floty (Führer der Zerstörer). Składała się ona z 10 niszczycieli: „Georg Thiele”, „Wolfgang Zenker”, „Bernd von Arnim”, „Erich Giese” i „Erich Koellner” typu 1934/34A oraz „Diether von Roeder”, „Hans Lüdemann”, „Hermann Künne”, „Wilhelm Heidkamp” i „Anton Schmitt” typu 1936. Były to duże i szybkie niszczyciele, o wyporności powyżej 2200 ton i prędkości ponad 38 węzłów, silnie uzbrojone w pięć dział kalibru 128 mm (nominalnie 12,7 cm) i osiem wyrzutni torped każdy. Okrętem flagowym był „Wilhelm Heidkamp”. Na pokłady niszczycieli przyjęto jako desant po ok. 200 żołnierzy niemieckich ze 139 Pułku Strzelców Górskich z 3 Dywizji Górskiej, wraz z plutonem miotaczy ognia 83. batalionu saperów górskich i kompanią artylerii – łącznie 1854 żołnierzy pod dowództwem gen. bryg. Dietla. 6 kwietnia 1940 o godz. 23 grupa ta wyszła w morze z Wilhelmshaven. W ramach operacji Hartmut, niszczyciele pod Narwikiem miały ubezpieczać cztery okręty podwodne.
Niszczyciele początkowo płynęły z jednostkami II grupy, które miały wziąć udział w desancie na Trondheim, w tym ciężkim krążownikiem „Admiral Hipper” oraz z pancernikami „Scharnhorst” i „Gneisenau”, osłaniającymi operację. W drodze jednakże część okrętów się oddzieliła. Pogoda podczas przejścia przez Morze Północne od wieczora 7 kwietnia była sztormowa, utrudniająca żeglugę, ale także wykrycie okrętów. Sztorm powodował także większe zużycie paliwa niszczycieli.
Już 7 kwietnia o godzinie 9.50 okręty zostały wykryte przez brytyjski samolot patrolowy na wodach Zatoki Niemieckiej. Brytyjczycy zareagowali na informacje z rozpoznania lotniczego o wypłynięciu niemieckich okrętów w kierunku Norwegii; nalot 12 bombowców Blenheim o godzinie 13.25 ze 107. Dywizjonu RAF nie odniósł jednak skutku. Jednocześnie wysłano już 7 kwietnia wieczorem w morze znaczne siły floty w celu przechwycenia Niemców, lecz próby te nie okazały się skuteczne. Jedynie 8 kwietnia ok. godziny 9 brytyjski niszczyciel „Glowworm” wykrył samotnie w rejonie Trondheim dwa niszczyciele zmierzające do Norwegii („Hans Lüdemann”, a następnie „Bernd von Arnim”). Po bezskutecznej wymianie ognia, niemieckie niszczyciele oderwały się od przeciwnika, lecz do walki włączył się ciężki krążownik „Admiral Hipper”. Po krótkim pojedynku „Glowworm” zatonął, jednakże wcześniej zdołał uszkodzić „Hippera”, taranując go. Brytyjskie niszczyciele z krążownikiem liniowym „Renown” pod dowództwem wiceadmirała Whitwortha patrolowały też przed wejściem do fiordu Vest, stawiając tam zagrodę minową, lecz w nocy z 8 na 9 kwietnia odpłynęły stamtąd, dzięki czemu Niemcy wpłynęli do fiordu niezauważeni. Nawigację w fiordach ułatwiało to, że większość latarni morskich była włączona, mimo że władze norweskie 8 kwietnia w nocy nakazały wyłączenie latarń w południowej części kraju z uwagi na sygnały świadczące o możliwości inwazji.

## Desant w Narwiku
9 kwietnia 1940, wczesnym rankiem niemieckie niszczyciele I grupy przepłynęły przez fiord Vest (Vestfjord) i około godz. 4 przybyły pod fiord Ofot (Ofotfjord), prowadzący do Narwiku (godziny podawane są w artykule według czasu niemieckiego i norweskiego; spotyka się w publikacjach także czas angielski, wcześniejszy o godzinę). Pogoda była zła, z opadami śniegu. U wejścia do Ofotfjordu w rejonie wyspy Barøya około 4:10 Niemcy zdobyli bez walki dozorujący tam norweski statek patrolowy ochrony rybołówstwa „Michael Sars” (uzbrojony w 2 działka 47 mm) i  patrolowiec „Kelt” (armata 76 mm). „Kelt” nadał jednak sygnał radiowy o zauważonych okrętach. Przed godz. 5 „Hans Lüdemann” i „Anton Schmitt” wysadziły desant w rejonie Ramnes na północnym i Hamnesholm na południowym brzegu u wejścia do Ofotfjordu, w celu ataku na znajdujące się tam według informacji wywiadowczych baterie nadbrzeżne, które jednak okazały się być nieukończone i pozbawione dział. Napotkano wówczas drugi statek ochrony rybołówstwa „Senja”(działko 47 mm), któremu nakazano powrót do Narwiku. Następnie „Wolfgang Zenker”, „Erich Koellner” i „Hermann Künne” udały się do Herjangsfjordu – północnej odnogi Ofotfjordu w celu opanowania Bjerkviku i magazynów wojskowych w Elvegaardsmoen, wysadzając tam desant około godz. 6. Jeden niszczyciel „Diether von Roeder” pozostał w celu dozorowania u wejścia do Ofotfjordu w rejonie wyspy Barøya. Niszczyciel „Erich Giese” odstał wcześniej od zespołu podczas sztormu z powodu podejrzenia nieszczelności zbiorników paliwa i dołączył dopiero później do grupy w Herjangsfjordzie.

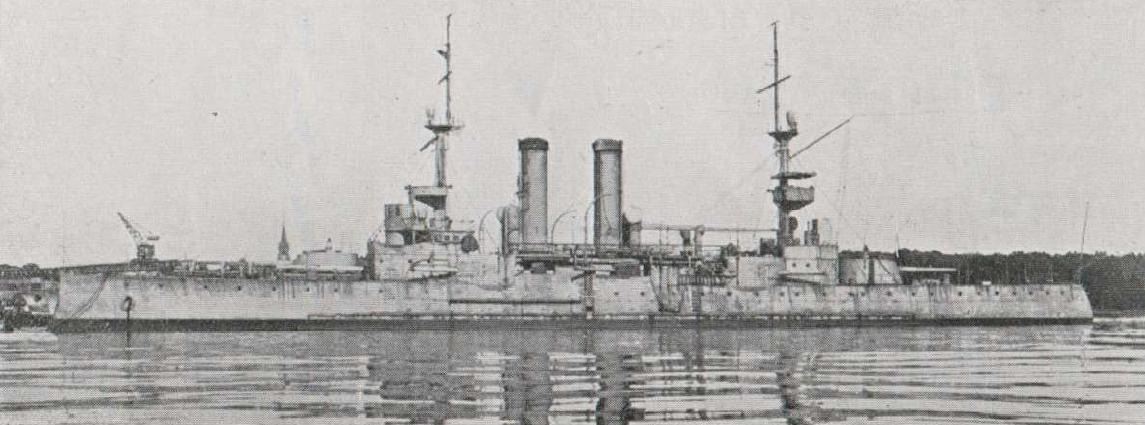
Pancernik obrony wybrzeża „Norge”

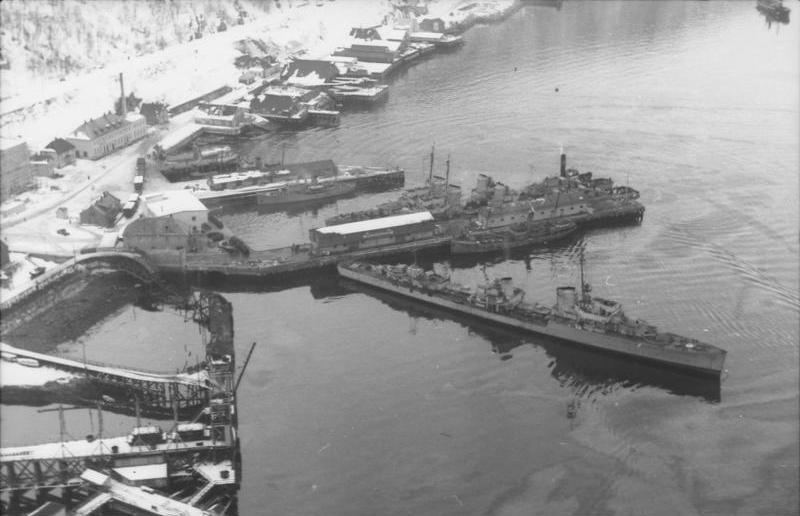
Niemieckie niszczyciele w porcie w Narwiku (na pierwszy planie „Diether von Roeder”), a między nimi zdobyte norweskie patrolowce (najbliższy „Kelt”)

Trzy pozostałe niszczyciele („Heidkamp”, „von Arnim” i „Thiele”) pod dowództwem komodora Bontego popłynęły w kierunku portu w Narwiku. Z uwagi na brak artylerii nadbrzeżnej, trzon obrony Norwegów w Narwiku tworzyły dwa stare, zbudowane na początku wieku pancerniki obrony wybrzeża typu Norge, dysponujące jednak silnym opancerzeniem i artylerią złożoną z dwóch dział kalibru 209 mm i sześciu dział kalibru 149 mm każdy. O godzinie 5:10 trzy niszczyciele Bontego natknęły się na stojący na kotwicy przed portem pancernik obrony wybrzeża „Eidsvold” (dowódca komandor Odd Willoch), który oddał strzał ostrzegawczy z działa. Norwegowie byli uprzedzeni poprzedniego dnia przez dowództwo o możliwości podjęcia przez Niemców akcji przeciw Norwegii, wobec czego na obu pancernikach podniesiono w nocy parę i „Eidsvold” zakotwiczył na redzie portu, lecz nie były całkowicie gotowe do akcji, a na pokładach brakowało po około 40 marynarzy. Flagowy niszczyciel „Wilhelm Heidkamp” wówczas zastopował i zasygnalizował zamiar wysłania łodzi z oficerem w celu rozmów. Niemiecki parlamentariusz, komandor ppor. Heinrich Gerlach, wysłany na pokład „Eidsvolda”, oświadczył, że Niemcy przybyli jako przyjaciele w celu ochrony Norwegii przed Brytyjczykami i Francuzami i zażądał poddania się i rozbrojenia. Pozostałe dwa niszczyciele w tym czasie wpłynęły do portu, który tworzyła zatoczka położona na południe od miasta, u wejścia do niewielkiego fiordu (Beisfjordu). Gdy norweski dowódca, po skontaktowaniu się z komendantem morskim rejonu Narwiku Perem Askimem (dowódcą „Norge”), odmówił poddania się, Gerlach po powrocie do łodzi i oddaleniu się od pancernika, wystrzelił rakietę sygnalizacyjną. Niszczyciel „Wilhelm Heidkamp” wówczas ruszył i wystrzelił do norweskiego pancernika z odległości zaledwie 700 m salwę czterech torped, z których dwie trafiły. Na skutek wybuchu rufowej komory amunicyjnej, „Eidsvold” natychmiast zatonął o godz. 5:37, ze 175 członkami załogi, w tym dowódcą (uratowano jedynie osiem osób, z tego cztery przez łódź „Heidkampa”, która jednak przybyła z opóźnieniem).
Około godz. 5:45 niemieckie okręty zaczął ostrzeliwać drugi norweski pancernik obrony wybrzeża „Norge”, okręt bliźniaczy „Eidsvolda”, który odbił od brzegu i płynął z małą prędkością po wodach portu (dowódca komandor Per Askim). Zdążył wystrzelić do „Bernda von Arnima”, który stał już przy nabrzeżu pocztowym, wysadzając desant cztery pociski 209 mm i siedem lub osiem 149 mm. Pierwsza salwa upadła za blisko, a druga na nabrzeżu. Niszczyciel „Bernd von Arnim” otworzył ogień z dział i wystrzelił siedem torped. Dwie ostatnie trafiły i „Norge” zatonął ze 101 marynarzami; uratowano 90 osób, w tym dowódcę. Po utracie „Norge” opór norweski ustał, po czym niszczyciele wysadziły wojsko, które zajęło miasto oraz pięć statków brytyjskich i cztery norweskie, stojące na redzie portu. W Narwiku były ponadto cztery neutralne statki szwedzkie i jeden holenderski oraz dziesięć niemieckich, z których jeden – „Bockenheim” (4902 BRT), został wyrzucony na brzeg i spalony przez własną załogę, która wzięła niszczyciele za brytyjskie. W porcie zajęto też wszystkie trzy norweskie patrolowce. Dzięki pronazistowskiej postawie dowódcy garnizonu w Narwiku, płk. Konrada Sundlo, większość żołnierzy norweskich nie stawiała oporu i została rozbrojona, jedynie część wycofała się w kierunku granicy ze Szwecją. Dwa norweskie stare okręty podwodne B-1 i B-3, które 8 kwietnia przeszły z Narwiku do zatoki Bogen przy północnym brzegu Ofotfjordu, w słabej widoczności nie zauważyły niemieckich okrętów.
Po wysadzeniu desantu, niemieckie niszczyciele pozostały w Narwiku, gdyż po rejsie z Niemiec kończyły im się zapasy paliwa. Plan zakładał jak najszybsze uzupełnienie paliwa i powrót do Niemiec jeszcze tego samego dnia. Niemcy dysponowali jednak w Narwiku tylko jednym zbiornikowcem „Jan Wellem” (dawną bazą statków wielorybniczych), który przypłynął tam w tym celu 8 kwietnia, jeszcze przed inwazją, z radzieckiego Murmańska. Drugi zbiornikowiec „Kattegat” opóźnił się, po czym został przechwycony wieczorem 9 kwietnia w Glomfjordzie (60 km na południe od Bodø) przez norweski patrolowiec ochrony rybołówstwa „Nordkapp”, uzbrojony tylko w działo 47 mm, po czym, po ostrzelaniu, został samozatopiony przez załogę. Uzupełnianie paliwa było przy tym czasochłonne – po 7–8 godzin na niszczyciel, których można było obsługiwać jedynie dwa naraz. Tego dnia i w nocy paliwo uzupełniły „Heidkamp”, „von Arnim”, „Thiele”, „Zenker” i „Koellner”, a nad ranem uzupełniały je „Lüdemann” i „Künne”.

## Pierwsza bitwa morska pod Narwikiem
Jeszcze 9 kwietnia rano, nie mając żadnych wiadomości o opanowaniu Narwiku, Brytyjczycy wysłali w rejon wejścia do Vestfjordu 2. Flotyllę Niszczycieli komandora Bernarda Warburtona-Lee. Flotylla składała się z pięciu niszczycieli typu H: „Hardy”, „Hotspur”, „Havock”, „Hunter” i „Hostile”. Były to niszczyciele średniej wielkości, mniejsze od okrętów niemieckich i nieco słabiej uzbrojone w 4 działa kalibru 120 mm (tylko „Hardy” – 5 dział) i 8 wyrzutni torped każdy. Admiralicja brytyjska przekazała im następnie informację, że według doniesień prasowych do Narwiku wszedł jeden niemiecki okręt i nakazała jego zniszczenie lub zdobycie.
Brytyjska flotylla wpłynęła tego dnia do Vestfjordu, gdzie dopiero od norweskich pilotów w stacji Tranøya uzyskano niepełną informację, że do fiordu weszło już wcześniej sześć niszczycieli wroga i okręt podwodny. Brytyjskie okręty dysponowały 21 armatami 120 mm i 40 wyrzutniami torped, a Niemcy – według informacji, 30 armatami 128 mm i 48 wyrzutniami torped, a w rzeczywistości 50 armatami i 80 wyrzutniami torped. Wobec przewagi wroga, Admiralicja pozostawiła komandorowi decyzję, czy atakować, po czym Warburton-Lee poinformował Admiralicję o decyzji ataku o świcie. Brytyjski zespół początkowo odpłynął w kierunku wyjścia z Vestfjordu, dzięki czemu zmylił patrolujący w fiordzie okręt podwodny U-51, który zauważył Brytyjczyków o godzinie 20:22, lecz nadał wiadomość o ich odpłynięciu.
Około 21 Brytyjczycy rozpoczęli z powrotem rejs w głąb fiordu i 10 kwietnia po północy wpłynęli do Ofotfjordu, dzięki śnieżycy niezauważeni przez patrolujące okręty podwodne U-25 i U-46. Drugą sprzyjającą okolicznością było to, że dozorujący w Ofotfjordzie niszczyciel „Diether von Roeder” zawrócił do portu, uznając, że miał patrolować jedynie do nadejścia świtu, w sytuacji, gdy mający go zastąpić „Hans Lüdemann” dopiero pobierał paliwo. Dzięki temu, Brytyjczycy dopłynęli do Narwiku niedostrzeżeni, kilkanaście minut za „Roederem”. Widzialność na skutek śnieżycy wynosiła od 100 do 1000 m. Niszczyciele „Hostile” i „Hotspur” zostały skierowane na krótki rekonesans na północ, w kierunku wejścia do fiordu Herjang, w celu ubezpieczania pozostałej trójki i związania ewentualnych baterii nadbrzeżnych, których jednak nie było.
O 5:35 trzy niszczyciele „Hardy”, „Hunter” i „Havock”  weszły w szyku torowym na redę portu i zaatakowały z zaskoczenia stojące w porcie okręty niemieckie salwą torped, po czym otworzyły ogień. Wystrzeliły kolejno odpowiednio 7, 8 i 5 torped. Torpedą „Hardy’ego” trafiony został flagowy niszczyciel „Wilhelm Heidkamp”. Na skutek wybuchu komory amunicyjnej, jego rufowa część wyleciała w powietrze i okręt zaczął tonąć, przy czym śmierć poniosło 81 lub 83 marynarzy i oficerów, w tym komodor Bonte. Mimo próby przycumowania go do stojącego obok statku szwedzkiego, następnego dnia niszczyciel przewrócił się i zatonął. Dwie torpedy „Havocka” lub „Huntera” z kolei trafiły „Antona Schmitta”, który szybko zatonął. Zginęło na nim 52 marynarzy (według innych źródeł, 63). Od wstrząsu wybuchu awarii uległy turbiny stojącego obok „Hermanna Künne”. Niemcy byli całkowicie zaskoczeni i początkowo ogłosili alarm przeciwlotniczy. Po pierwszym zaskoczeniu, „Diether von Roeder”, „Hans Lüdemann” i „Hermann Künne” otworzyły do okrętów brytyjskich ogień z dział, lecz nie był on celny. „Diether von Roeder” ruszył ciągnąc kotwice po dnie i wypuścił salwę ośmiu torped, lecz szczęśliwie dla Brytyjczyków, przeszły one pod okrętami brytyjskimi na zbyt dużej głębokości (na skutek błędnych nastaw lub wad). Z kolei niszczyciele brytyjskie, wraz z dwoma pozostałymi, manewrując przed portem, ogniem artylerii poważnie uszkodziły „Roedera” (5 trafień, 8 lub 13 zabitych) i uszkodziły „Lüdemanna” (2 trafienia, 2 zabitych – na obu wybuchły pożary). Do trzech brytyjskich niszczycieli dołączyły następnie „Hostile” i „Hotspur”. Torpedy lub brytyjski ogień zatopiły też sześć niemieckich statków stojących w porcie, trzy zdobyte alianckie i dwa szwedzkie oraz uszkodziły kilka dalszych. Cztery niecelne torpedy wystrzelił pod koniec także „Hans Lüdemann” (jedna z nich przeszła pod „Hostile”).

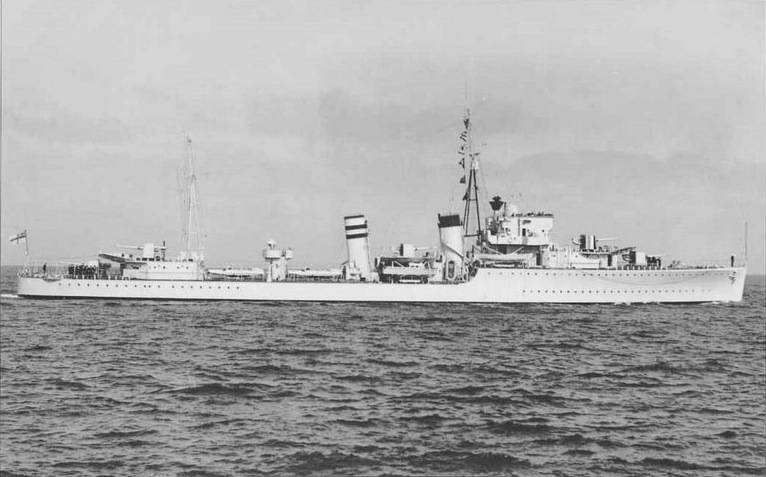
HMS „Hardy” przed wojną

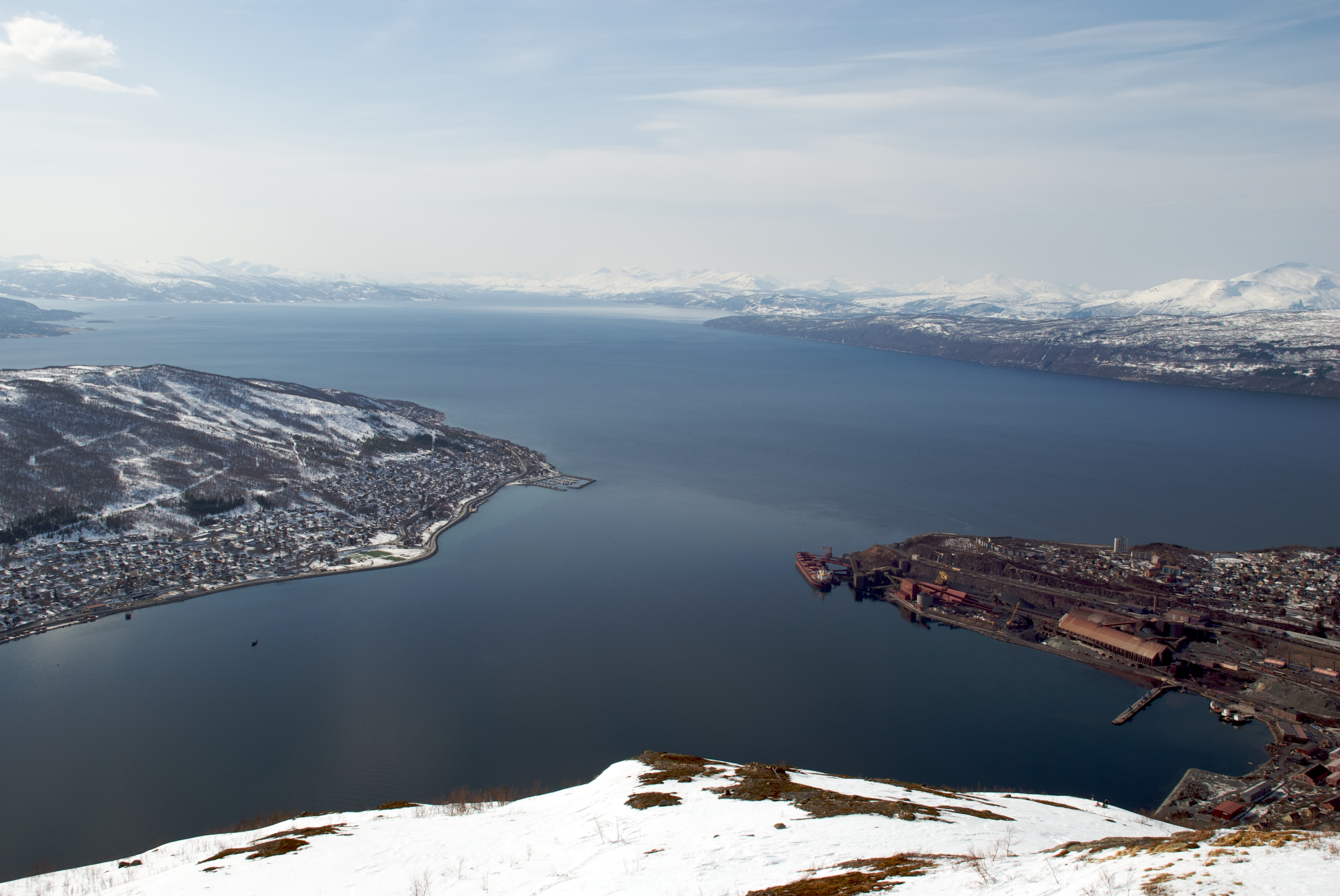
Współczesny widok na port w Narwiku (po prawej, częściowo zasłonięty) i Ofotfjord (w głębi). Na prawo wejście do Herjangsfjordu, na lewo Ankenes

O 6:50 Brytyjczycy rozpoczęli odwrót. Przeciw brytyjskiej flotylli wypłynęły wówczas z Herjangsfjordu trzy przebywające tam niszczyciele: „Wolfgang Zenker”, „Erich Koellner” i „Erich Giese”, które podjęły walkę, początkowo bez efektów po żadnej ze stron. Brytyjska flotylla skierowała się wówczas z dużą prędkością na kurs powrotny, ku wyjściu z fiordu. W tym czasie jednak do walki włączyły się dwa ostatnie niszczyciele „Georg Thiele” i „Bernd von Arnim”, wypływając z południowego fiordu Ballangen i przecinając z lewej strony kurs wycofującym się Brytyjczykom. Początkowo Brytyjczycy wzięli te okręty za własne krążowniki, lecz wkrótce zorientowali się w pomyłce i zdecydowali wykonać zwrot w lewo, żeby ostrzeliwać „Thiele” i „Arnima” działami prawej burty. Około 7 niemieckie niszczyciele celnie ostrzelały z małej odległości czołowy niszczyciel „Hardy”, trafiając go m.in. w mostek, na którym został śmiertelnie raniony komandor Warburton-Lee. Pod dalszym ostrzałem „Hardy” zamienił się w płonący wrak i pozbawiony sterowności wyrzucił się na mieliznę na południowym brzegu fiordu, w odległości ok. 300 m od lądu. Uszkodzone też zostały „Hotspur” i „Hunter”, a po niemieckiej stronie „Bernd von Arnim” i „Georg Thiele”, który jednak trafił jedną torpedą „Huntera”. Brytyjskie i pozostałe niemieckie torpedy nie były celne w starciu. Co gorsza dla Brytyjczyków, „Hotspur”, który utracił sterowność, zderzył się z płynącym przed nim storpedowanym „Hunterem”. Mimo to, pod ogniem Niemców, „Hotspurowi” udało się od niego oddzielić, a następnie ujść, sterując jedynie maszynami, natomiast unieruchomiony „Hunter” po pewnym czasie zatonął ze 106 członkami załogi (uratowano 46). Niszczyciele „Havock” i „Hostile” zawróciły w celu asystowania „Hotspurowi”, po czym obie strony przerwały starcie i trzy brytyjskie niszczyciele uszły z fiordu. Marynarze z „Hardy’ego” dopłynęli do brzegu (19 zginęło w walce, lecz większość pozostałych była rannych). Wraz z częścią marynarzy, którym udało się uciec z brytyjskich statków przejętych przez Niemców w Narwiku, zostali 13 kwietnia podjęci przez niszczyciel „Ivanhoe”. W bitwie zginęło 147 marynarzy brytyjskich i 176 niemieckich.
Mimo posiadanej przewagi, Niemcy pod nowym dowództwem komandora Beya na „Wolfgangu Zenkerze” nie zdecydowali ścigać brytyjskich niszczycieli – jedynie „Erich Koellner” podążył za nimi przez krótki czas (na „Erichu Giese” kończyło się paliwo, lecz „Zenker” i „Koellner” je wcześniej uzupełniły). Te zaś, nie niepokojone dalej, przechwyciły u wejścia do Ofotfjordu niemiecki statek „Rauenfels” (8460 BRT) idący do Narwiku z zaopatrzeniem, ciężkim sprzętem, armatami polowymi i przeciwlotniczymi oraz amunicją. Statek wyrzucił się na mieliznę, po czym po ewakuacji załogi, został ostrzelany przez „Havocka” i zatonął na skutek wybuchu amunicji. W rezultacie, niemieckie niszczyciele, które wyczerpały około połowy pocisków i większość torped, nie mogły uzupełnić zapasów. Kapitan i 18 członków załogi zostało wziętych do niewoli przez niszczyciel, reszta załogi tymczasowo przez wojska norweskie.
Do patrolowania Vestfjordu, naprzeciw powracającym niszczycielom, Admiralicja wysłała zespół komandora Yatesa z krążownikiem „Penelope” i 8 niszczycielami. Na rozkaz z Berlina, jedyne gotowe do akcji niszczyciele „Wolfgang Zenker” i „Erich Giese” wieczorem 10 kwietnia podjęły próbę opuszczenia fiordu pod dowództwem komandora Beya, lecz po zauważeniu brytyjskich okrętów z krążownikiem w Vestjordzie na wysokości latarni Tranøya, około 22:05, zawróciły niewykryte. Tym samym, Niemcy nie podjęli próby przedarcia się i uratowania dwóch niszczycieli, która na pełnym morzu miała szanse powodzenia. Wbrew żądaniom Churchilla (wówczas Pierwszego Lorda Admiralicji), Admiralicja pozostawiła komandorowi Yatesowi decyzję co do wpłynięcia do Ofotfjordu i ataku na Narwik. Nie zdecydował się on jednak na atak, odkładając go do 12 kwietnia, mimo że istniała jeszcze szansa na wykorzystanie osłabienia Niemców. 11 kwietnia jednakże krążownik „Penelope” uszkodził dno na skałach w okolicy Bodö i został wycofany w celu naprawy. Przez następne dni prowadzono prowizoryczne remonty na niemieckich niszczycielach, lecz jednocześnie w nocy 11 kwietnia „Erich Koellner” poważnie uszkodził dno na skałach, a „Zenker” uszkodził śrubę. 12 kwietnia wieczorem Brytyjczycy przeprowadzili nalot na Narwik 9 samolotów Swordfish z lotniskowca „Furious”, lecz bez większych efektów (zatopiono tylko trzy zdobyte przez Niemców norweskie patrolowce, przy stracie dwóch samolotów). Ponadto, 10 kwietnia niszczyciele „Bedouin” i „Eskimo” były atakowane przez okręt podwodny U-25 w Vestjordzie, lecz torpedy wybuchły przedwcześnie.

## Druga bitwa pod Narwikiem
13 kwietnia 1940 rozegrało się drugie starcie pod Narvikiem. Do Ofotfjordu wpłynęła około 12:30 silna eskadra brytyjska wiceadmirała Williama Whitwortha w składzie pancernika „Warspite” w asyście 9 niszczycieli: „Bedouin”, „Cossack”, „Punjabi”, „Eskimo”, „Kimberley”, „Hero”, „Icarus”, „Forester” i „Foxhound”. Cztery pierwsze należały do silnego typu Tribal, uzbrojonego w 8 dział 120 mm, a „Kimberley” do typu J/K/N uzbrojonego w 6 dział 120 mm, natomiast pozostałe były średniej wielkości, analogiczne do typu H. Główną siłą uderzeniową był jednak pancernik „Warspite”, wywodzący się z I wojny światowej, lecz zmodernizowany, uzbrojony w 8 dział 381 mm (wprowadzenie pancernika do wąskiego fiordu było śmiałą i nietypową decyzją, wiążącą się z ryzykiem, lecz zapewniającą dużą siłę ognia). „Cossack”, „Kimberley” i „Forester” płynęły wzdłuż północnego brzegu, a „Bedouin”, „Punjabi” i „Eskimo” wzdłuż południowego brzegu fiordu. Pozostałe niszczyciele osłaniały pancernik. Brytyjskie okręty były ponadto poprzedzane przez zwiadowczy wodnosamolot Fairey Swordfish pancernika „Warspite”.
U wejścia do fiordu zespół został wykryty przez okręt podwodny U-46, który szykował się do salwy torpedowej przeciw pancernikowi, lecz szczęśliwie dla Brytyjczyków, tuż przed atakiem wpadł na skałę podwodną i wynurzył się; mimo to, zdołał się wycofać niezauważony. Jako pierwszy Brytyjczycy zauważyli o 13:28 i ostrzelali niszczyciel „Hermann Künne”, który jednak na razie odszedł pod zasłoną dymną. Eskadrę brytyjską zaatakował natomiast „Erich Koellner”, który mógł rozwijać bardzo małą prędkość z powodu uszkodzeń i miał oczekiwać w zasadzce przy północnym brzegu fiordu. Nie dopłynął tam, gdyż na widok nieprzyjaciela, ukrył się w zatoczce przy południowym brzegu. Został jednak wykryty przez wodnosamolot i w ciągu kilku minut otrzymał trafienie torpedą i kilka trafień pociskami niszczycieli „Bedouin”, „Punjabi” i „Eskimo”, na skutek czego został opuszczony przez załogę. Ponieważ jedno działo kontynuowało ogień, otrzymał jeszcze trafienie salwą pancernika „Warspite”, po czym zatonął ze stratami 31 zabitych i 39 rannych (ocalała załoga została wzięta do norweskiej niewoli). Jego salwa torpedowa była niecelna. Następnie na wody Ofotfjordu wyszły z Narwiku „Wolfgang Zenker”, „Bernd von Arnim” i „Hans Lüdemann”, do których dołączył „Hermann Künne” i w najszerszym miejscu fiordu podjęły manewrową walkę z niszczycielami brytyjskimi, bez większych efektów po żadnej ze stron z powodu słabej widoczności, poza umiarkowanym uszkodzeniem „Punjabi”, który musiał wycofać się z walki. Okręty niemieckie zostały również zaatakowane przez 10 bombowców Swordfish z lotniskowca „Furious”, lecz atak nie był skuteczny, przy czym stracono dwa samoloty. „Wolfgang Zenker” usiłował storpedować pancernik „Warspite”, ale torpedy nie były celne. Około 14:30 z portu zdołał wyjść i dołączył do niemieckich niszczycieli „Georg Thiele”. Po wyczerpaniu większości amunicji, komandor Bey nakazał około 14:50 wycofanie okrętów do wąskiego fiordu Rombaken (Rombaksfjordu), o szerokości zaledwie kilkuset metrów (przy długości niszczycieli 100-120 metrów). Jedynie dowódca „Hermanna Künne”, nie widząc sygnału, odszedł do Herjangsfjordu, gdzie zamierzał wyrzucić okręt na mieliznę i wysadzić, lecz o 15:13 zaatakował go tam torpedą niszczyciel „Eskimo”. Niemiecki niszczyciel przełamał się i zatonął na płyciźnie (nie jest jasne, czy na skutek storpedowania, czy samowysadzenia).
W porcie w Narwiku stał unieruchomiony „Diether von Roeder” oraz „Erich Giese”, który miał problem z maszyną. Okręty te następnie podjęły ok. 15 pojedynek ogniowy z podchodzącymi brytyjskimi niszczycielami. „Erich Giese” zdołał w końcu z portu wyjść około 15:05, jednakże trafił pod ostrzał pancernika „Warspite” i po wystrzeleniu amunicji i niecelnym wystrzeleniu torped, wielokrotnie trafiony, został opuszczony przez załogę, po czym dobity przez brytyjskie okręty. Przycumowany do brzegu „von Roeder” natomiast celnym ogniem poważnie uszkodził wchodzący do portu niszczyciel „Cossack”. „Cossack” czasowo utracił sterowność i o 15:22 wszedł na mieliznę koło Ankenes. Zdjęto go z mielizny i wycofano z fiordów dopiero następnego dnia, a przez ten czas był ostrzeliwany przez działo z brzegu. „Diether von Roeder” został następnie opuszczony przez załogę i ok. 16:20 wysadzony w powietrze. Brytyjczycy początkowo zamierzali abordażować „von Roedera” przez niszczyciel „Foxhound”, lecz, szczęśliwie dla nich, „Foxhound” został ostrzelany z broni maszynowej z brzegu i zawrócił, unikając uszkodzenia w wybuchu.
„Eskimo” wpłynął za Niemcami do Rombaksfjordu, jednak w najwęższej części natknął się na oczekujące w zasadzce niszczyciele „Georg Thiele” i „Hans Lüdemann”, które wystrzeliły do niego salwę torped. Większość torped chybiła (według innych publikacji została wymanewrowana, mimo małej szerokości fiordu), jednakże o 15.45 „Eskimo” został trafiony jedną torpedą „Thiele”, która oderwała mu cały dziób (15 zabitych). Niszczyciel jednak utrzymał się na wodzie. Niemieckie niszczyciele dostały się wówczas pod ostrzał „Forestera”, „Hero” i „Bedouina”. Uszkodzony „Georg Thiele” ok. 16 wyrzucił się na brzeg, po czym jego kadłub przełamał się. Pozostałe niszczyciele niemieckie zgrupowały się w głębi Rombaksfjordu, gdzie zostały samozatopione. „Wolfgang Zenker” i „Bernd von Arnim” zostały wysadzone przez załogi i zatonęły. Opuszczony „Hans Ludemann” utrzymywał się na wodzie i został opanowany przez Brytyjczyków, którzy jednak ze względu na rozmiar uszkodzeń zrezygnowali z planów zdobycia okrętu i dobili go torpedą niszczyciela „Hero”.
Oprócz niszczycieli niemieckich, w Herjangsfiordzie znalazł się okręt podwodny U-64, który przedarł się tam 11 kwietnia. Na początku bitwy 13 kwietnia został jednak wykryty i zatopiony bombami przez wodnosamolot Swordfish. Ocalał natomiast w zanurzeniu drugi okręt podwodny U-51.

## Podsumowanie

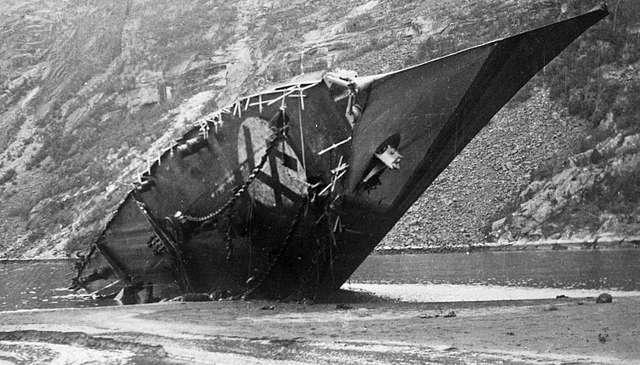
Zatopiony niszczyciel „Bernd von Arnim”

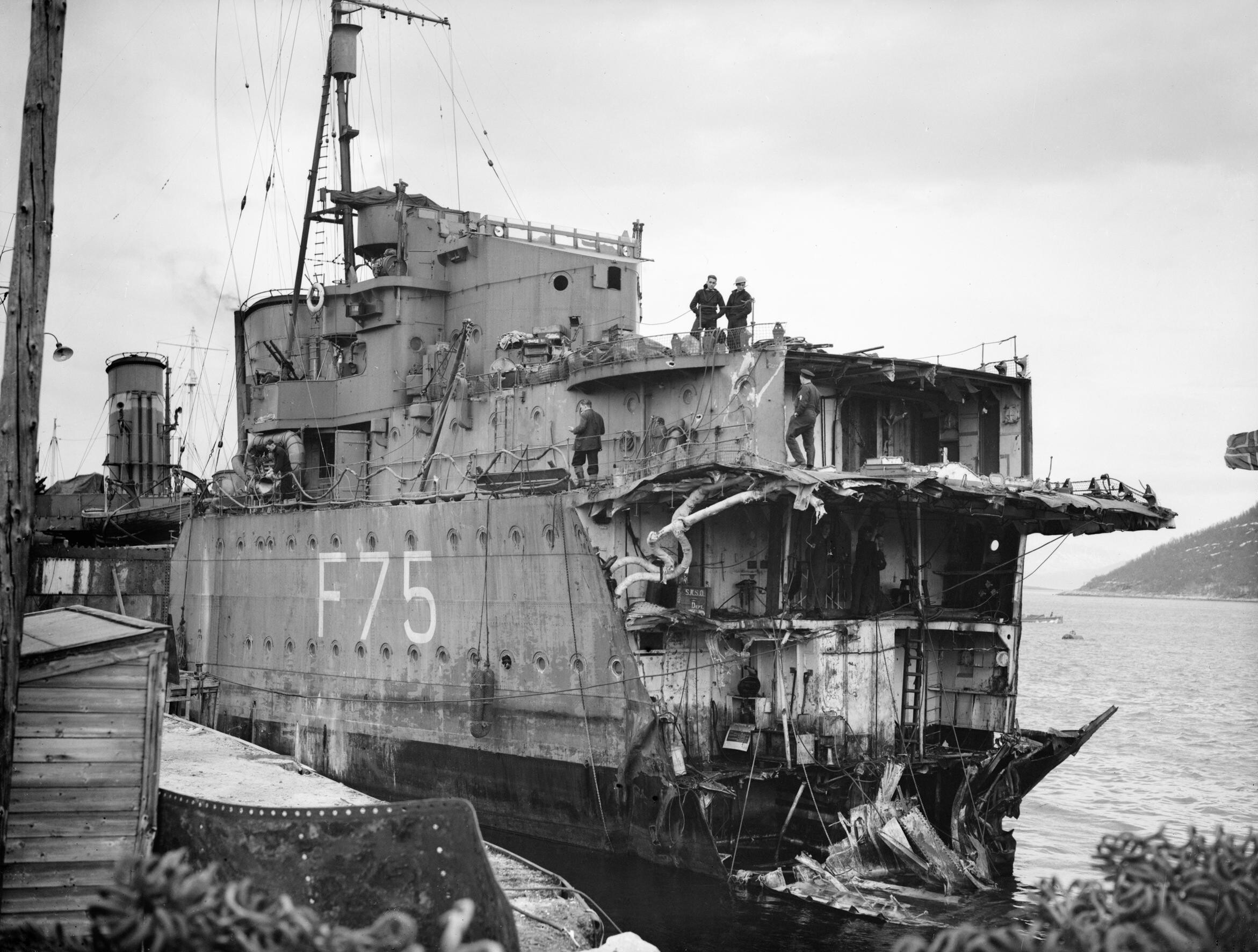
„Eskimo” z oderwanym dziobem

W czasie drugiego starcia pod Narwikiem straty niemieckie wyniosły 128 zabitych i 67 rannych, brytyjskie – 28 zabitych i 55 rannych. Z załóg zatopionych niszczycieli sformowano improwizowany pułk piechoty morskiej w składzie ok. 2100 ludzi pod dowództwem kmdra ppor. Hansa Erdmengera (dowódcy „Heidkampa”), który wziął udział w walkach lądowych o Narwik.
Samo sprawne wysadzenie desantu w Narwiku i zniszczenie norweskich okrętów, bez strat własnych, było sukcesem operacyjnym Niemców, możliwym w dużej mierze dzięki użyciu do transportu wojska uniwersalnych okrętów, jakimi były niszczyciele. Przebieg walk morskich 9 kwietnia 1940 ukazał nieadekwatność wywodzącej się jeszcze z XIX wieku koncepcji obrony wybrzeża w oparciu o ciężkie okręty artyleryjskie, w obliczu rozwoju broni torpedowej. Jednakże w następujących bitwach Niemcy stracili 10 niszczycieli, co było dotkliwym ciosem, zważywszy, że stanowiło to połowę z posiadanych wówczas jednostek tej klasy, a niszczyciele były najintensywniej używaną przez Niemców klasą dużych okrętów nawodnych podczas wojny. Straty brytyjskie z kolei ograniczyły się do zatopienia tylko dwóch niszczycieli, poważnego uszkodzenia jednego i umiarkowanych uszkodzeń kilku. Obie strony utraciły ponadto kilka statków handlowych. Podstawowa, chociaż pośrednia przyczyna takiej porażki, leżała w samym planie niemieckiej operacji, który uniemożliwiał w praktyce szybkie uzupełnienie paliwa wszystkich niszczycieli i wycofanie ich już 9 kwietnia, nawet w przypadku udziału obu tankowców. Uwidoczniła się tu wada niemieckich niszczycieli w postaci ich stosunkowo niewielkiego zasięgu, a podczas dalszych działań, także ich mniejszego zapasu amunicji artyleryjskiej. Skutkiem tego stało się zablokowanie niemieckiej flotylli i jej nieuchronne zniszczenie wobec brytyjskiej przewagi na morzu. Szanse na zadanie istotnych strat flocie brytyjskiej stwarzały torpedy niemieckich niszczycieli i operujących w Vestjordzie i Ofotfjordzie okrętów podwodnych, lecz ich skuteczność drastycznie ograniczyły wady torped, z którymi Niemcy borykali się w tym czasie (przedwcześnie wybuchające zapalniki magnetyczne oraz zbyt głęboki bieg torped).
Istotny wpływ na ostateczne zwycięstwo wywarła śmiała akcja brytyjskiej 2. Flotylli Niszczycieli 10 kwietnia, która zaatakowała dwukrotnie silniejszego przeciwnika, zadając mu spore straty, przez to dezorganizując działania Niemców i uniemożliwiając podjęcie próby przedarcia się całej grupy tego dnia. Akcja ta nie została jednak w pełni wykorzystana poprzez ponowny atak tego samego lub następnego dnia, przez co Niemcy mieli czas na naprawy okrętów. Na skutek drugiej bitwy pod Narwikiem 13 kwietnia, alianci ostatecznie oczyścili wody wokół Narwiku z niemieckich okrętów, zyskując tym samym możliwość wysadzania i wspierania tam wojsk. Nie zmieniło to jednak faktu, że port i jego okolica pozostały w rękach niemieckich, a alianci nie byli przygotowani do ich szybkiego odbicia. Narwik został zdobyty dopiero po ciężkich walkach w lądowej bitwie o Narwik w maju, w których udział brały też polskie oddziały. Flota aliancka, w tym polskie okręty, patrolowały w tym okresie fiordy wokół Narwiku, zwłaszcza Rombaken i ostrzeliwały niemieckie pozycje. Ich głównym i groźnym przeciwnikiem stało się niemieckie lotnictwo, korzystające ze zdobytych baz w Norwegii. 4 maja lotnictwo zatopiło w fiordzie Rombaken polski niszczyciel ORP „Grom”, będący ostatnim niszczycielem zatopionym pod Narwikiem. Mimo zwycięstwa na morzu i na lądzie, atak Niemiec na Francję wymusił jednak ewakuację alianckich wojsk z Narwiku w czerwcu 1940 oraz przegraną w kampanii norweskiej.
Spośród uczestników bitew morskich pod Narwikiem, komandor Bernard Warburton-Lee został pośmiertnie odznaczony najwyższym brytyjskim orderem wojennym Krzyża Wiktorii (ang. Victoria Cross), ponadto kilku innych oficerów otrzymało wysokie ordery. Po stronie niemieckiej, komodor Friedrich Bonte (pośmiertnie), kmdr por. Erich Bey, kmdr por. Friedrich Berger, kmdr ppor. Hans Erdmenger i kmdr ppor. Max Eckart Wolff (dowódca „Georga Thiele”) zostali 15 maja 1940 odznaczeni Krzyżami Rycerskimi Krzyża Żelaznego (komandor Bey objął po Bontem stanowisko Dowódcy Niszczycieli).

## Zestawienie sił
† – okręty zatopione
# – okręty uszkodzone (## – ciężko)

### Desant w Narwiku
Niemcy:
- Grupa I – komodor Friedrich Bonte
  - Niszczyciel flagowy:
    - „Wilhelm Heidkamp” (okręt flagowy komodora Bonte, dca kmdr ppor Hans Erdmenger)

  - 1 Flotylla Niszczycieli – kmdr por. Friedrich Berger
    - „Georg Thiele” (okręt flagowy flotylli, dca kmdr ppor. Max Eckart Wolff)

  - 3 Flotylla Niszczycieli – kmdr por. Hans-Joachim Gadow
    - „Hans Lüdemann” (okręt flagowy flotylli, dca kmdr ppor Herbert Friedrichs),
    - „Hermann Künne” (kmdr ppor. Friedrich Kothe),
    - „Diether von Roeder” (kmdr ppor. Erich Holtorf),
    - „Anton Schmitt” (kmdr ppor. Friedrich Böhme)

  - 4 Flotylla Niszczycieli – kmdr por. Erich Bey
    - „Wolfgang Zenker” (okręt flagowy flotylli, dca kmdr por. Gottfried Pönitz),
    - „Bernd von Arnim” (kmdr ppor. Curt Rechel),
    - „Erich Giese” (kmdr ppor. Karl Smidt),
    - „Erich Koellner” (kmdr por. Alfred Schulze-Hinrichs)

  - Desant: 139. Pułk Strzelców Alpejskich 3. Dywizji Górskiej, sztab dywizji, kompania artylerii, pluton miotaczy ognia (1854 żołnierzy)[l]
- I grupa okrętów podwodnych
  - U-25, U-46, U-51

 Norwegowie
- 1. Dywizjon Pancerników (1. Pansarskipdivisjon)[30] – komandor Per Askim
  - pancernik obrony wybrzeża „Norge”† (kmdr Per Askim)
  - pancernik obrony wybrzeża „Eidsvold”† (kmdr Odd Isaachsen Willoch †)
- 3. Dywizjon Okrętów Podwodnych (3. Undervannsbåtdivisjon)[30]
  - okręty podwodne: B-1, B-3
- patrolowce ochrony rybołówstwa: „Senja”, „Michael Sars”
- okręt patrolowy: „Kelt”

### I bitwa pod Narwikiem
Niemcy:
- Grupa I – komandor Friedrich Bonte †
  - Niszczyciel flagowy:
    - „Wilhelm Heidkamp”† (okręt flagowy kmdr Bonte)

  - 1 Flotylla Niszczycieli – kmdr por. F. Berger
    - „Georg Thiele”#

  - 3 Flotylla Niszczycieli – kmdr por. Hans-Joachim Gadow
    - „Hans Lüdemann”# (okręt flagowy), „Hermann Künne”#, „Diether von Roeder”##, „Anton Schmitt”†

  - 4 Flotylla Niszczycieli – kmdr por. Erich Bey
    - „Wolfgang Zenker” (okręt flagowy), „Bernd von Arnim”#, „Erich Giese”, „Erich Koellner”
- I grupa okrętów podwodnych
  - U-25, U-46, U-51

 Brytyjczycy:
- 2 Flotylla Niszczycieli – komandor Bernard Warburton-Lee † (niszczyciele typu H)
  - „Hardy”† (okręt flagowy, kmdr B. Warburton-Lee †)
  - „Hunter”† (kmdr ppor. Lindsay de Villiers †)
  - „Hotspur”# (kmdr por. Herbert Layman)
  - „Havock” (kmdr ppor. Rafe Courage)
  - „Hostile” (kmdr por. John Wright)

### II bitwa pod Narwikiem
Niemcy:
- Grupa I – kmdr por. Erich Bey
  - 1 Flotylla Niszczycieli – kmdr por. F. Berger
    - „Georg Thiele”†

  - 3 Flotylla Niszczycieli – kmdr por. Hans-Joachim Gadow
    - „Hans Lüdemann”† (okręt flagowy flotylli), „Hermann Künne”†, „Diether von Roeder”†

  - 4 Flotylla Niszczycieli – kmdr por. Erich Bey
    - „Wolfgang Zenker”† (okręt flagowy kmdr por. Beya), „Bernd von Arnim”†, „Erich Giese”†, „Erich Koellner”†
- I grupa okrętów podwodnych
  - U-25, U-46, U-51, U-64†

 Brytyjczycy:
- zespół uderzeniowy – wiceadmirał William Whitworth
  - pancernik „Warspite” (okręt flagowy wadm. Whitwortha, dca kmdr V.A.C. Crutchley)
  - niszczyciele:
    - „Bedouin” (kmdr por. James McCoy), „Punjabi”#, „Eskimo”## (kmdr por. St. John Micklethwait), „Cossack”## (kmdr por. Robert St. Vincent Sherbrooke), „Hero”, „Forester”, „Foxhound”, „Kimberley”, „Icarus”(inne języki)
- osłona[25]
  - niszczyciele „Esk”, „Ivahnoe”, „Hostile”, „Havock”